# Dukun (Dukun)
Dukun is een bestuurslaag in het regentschap Magelang van de provincie Midden-Java, Indonesië. Dukun telt 4921 inwoners (volkstelling 2010).